# Jan Nosal (aktor)
Jan Nosal (ur. 15 czerwca 1973) – polski aktor teatralny i filmowy.
Jest absolwentem Państwowej Wyższej Szkoły Teatralnej w Krakowie (2000). Występował w Teatrze im. L. Solskiego w Tarnowie w latach 2000–2001, a od 2001 roku związany jest z krakowskim Teatrem Ludowym.

## Filmografia
- 2007 - Korowód, jako konduktor
- 2007 - Barwy szczęścia, jako ochroniarz (gościnnie)
- 2005 - Karol. Człowiek, który został papieżem, jako żołnierz SS
- 2004 - Ono
- 2018:  Twarz jako lekarz ZUS
- 2018: Kler jako parafianin